# Alexandra van der Mije
Alexandra Ekaterina van der Mije (z domu Nicolau, ur. 22 lipca 1940 w Bukareszcie, zm. 14 października 2013 w Haarlem) – rumuńska szachistka, reprezentantka Holandii od 1974, arcymistrzyni od 1977 roku.

## Kariera szachowa
W latach 60. XX wieku należała do grona najlepszych szachistek świata. W 1961 (we Vrnjačkiej Banji) i 1967 (w Suboticy) roku dwukrotnie wystąpiła w turniejach pretendentek, w obu przypadkach zajmując VII miejsca, co odpowiadało wówczas ósmej pozycji na świecie. Po zmianie systemu wyłaniania mistrzyni świata, trzykrotnie brała udział w turniejach międzystrefowych, najbliżej awansu do meczów pretendentek będąc w roku 1976 w Roozendaal, gdzie wraz z Tatianą Lemaczko podzieliła III miejsce (dogrywkę przegrała i nie wywalczyła awansu).
W latach 1963–1988 siedmiokrotnie brała udział w szachowych olimpiadach (trzy razy w drużynie rumuńskiej oraz cztery - w holenderskiej), w tym pięciokrotnie na I szachownicy. Jest czterokrotną srebrną medalistką olimpijską (wszystkie w barwach Rumunii): wraz z drużyną (1966, 1972) oraz indywidualnie za wyniki na I szachownicach (1963, 1966).
W latach 1960, 1961, 1963, 1964, 1965 i 1973 sześciokrotnie zdobyła tytuły mistrzyni Rumunii, a w 1974, 1976, 1977, 1978 i 1979 pięć razy triumfowała w mistrzostwach Holandii. Odniosła wiele sukcesów w międzynarodowych turniejach, zwyciężając bądź dzieląc I miejsca m.in. w Emmen (1963, 1964), Beverwijk (1965, 1966), Belgradzie (1966, 1972, 1973), Wijk aan Zee (1968, 1969, 1974), Sinaia (1969, 1970) oraz w Tbilisi (1970).
Najwyższy ranking w karierze osiągnęła 1 lipca 1971 r., z wynikiem 2340 punktów zajmowała wówczas 2. miejsce (za Noną Gaprindaszwili) na światowej liście FIDE.